# Diözese Westminster
Das Diözese Westminster war eine kurzlebige Diözese der Church of England, die von 1540 bis 1550 bestand. Die Westminster Abbey diente als Kathedrale.

## Geschichte
Das Bistum war eines von sechs, welche 1539 und 1540 von Heinrich VIII. wurde. Allen diesen Diözesen war gemein, dass die Kirchen von aufgelösten Abteien als Kathedralen dienten. Neben Westminster waren es Bristol, Chester, Gloucester, Oxford und Peterborough.
Heinrich VIII. gründete die Diözese mit Letters Patent am 17. Dezember 1540 aus Teilen der Diözese London. Es umfasste Westminster und die Grafschaft Middlesex mit Ausnahme von Fulham, da der Bischof von London im Fulham Palace residierte. Aufgrund eines englischen Gerichtsurteils, nach dem eine Kathedrale nur in einer Stadt stehen durfte, wurde Westminster auch zur Stadt erhoben.
Bei der Gründung wurde aus dem ehemaligen Kloster St. Peter eine Kathedrale mit einem Bischof, einem Dekan und zwölf Kanonikern. Thomas Thirlby wurde zum ersten und einzigen Bischof ernannt, während William Benson/Boston, der vormalige katholische Abt, Dekan wurde. Das Archidiakonat Middlesex wurde dem Bischof von Westminster unterstellt.
1550 wurde die Diözese wieder mit London vereinigt. Thirlby gab sein Amt am 30. März 1550 ab und wurde Bischof von Norwich. Bischof von London und Westminster wurde Nicholas Ridley, der 1553 hingerichtet wurde. Im Jahr 1552 bestätigte ein Gesetz des Parlaments den Status von Westminster als „Kathedrale und Bischofssitz des Bischofs von London“. 1556 verlor die Westminster Abbey unter der Herrschaft von Maria I. mit der Abschaffung des Kapitels endgültig ihren Status als Kathedrale. Gleichzeitig wurde das Kloster wieder gegründet.
1850 wurde das römisch-katholische Erzbistum Westminster gegründet.